# SEBii
SEBii（セビー）こと、セバスティアン・ヤン・デマリノ（Sebastian Yang DeMarino）は、上海出身のラッパー、プロデューサーである。

## 経歴
上海出身。幼少期の彼は『遊☆戯☆王』や『ポケットモンスター』をはじめとするアニメや漫画、ゲームに親しんでおり、「インターネットに入り浸っていて、すごくオタクっぽい、ギークな子供」であったと述懐している。彼は『ポケットモンスター プラチナ』のサウンドトラックについて「14歳のときのサウンドスケープ」となっていたと語っている。
彼がはじめてアメリカを訪れたのは15歳のときである。サマーキャンプにて、現地のポップカルチャーに馴染みのなかった彼は「みんなヒップホップをかけながらビヨンセの話をしていた」周囲をみて「取り残されたような気分になった」という。このようにして、SEBiiは積極的にポピュラーミュージックやヒップホップを聴くようになった。彼は、The Pirate Bayをよく利用しており、そのなかでLogicの海賊版を入手した。彼はこうした海賊版ソフトを用いて楽曲制作をはじめた。17歳で、ロードアイランド・スクール・オブ・デザインに通うために、ニューヨークに移住した。移住の理由について、SEBiiは「ヒップホップの大ファンだけどインターネットを通してしか体験できていなかったから、その文化を直接体験しようと思ったんです」と語っている。
SEBiiは、2017年にはじめて音源をリリースした。2019年リリースの「Butterfly Bankai」や、2020年リリースの「Play Poker (Remix)」といったシングルをヒットさせ、同年には初のフルレングスアルバムである『VVSS』をリリースした。2021年にはEP『VVBLUE』、続いて『VVRED』『VVYELLOW』をリリースした。この3部作はそれぞれ、弱さ、攻撃性、遊び心をテーマとしたものである。2024年にはセカンドアルバムである『VVSS2』をリリースした。SEBiiはこのアルバムについて、「SEBiiユニバースの最新アップデート」「『VVSS』で目指していたものの進化系」と語っている。

## 音楽性
SEBiiの音楽性は「痛々しいほどにオンライン」であり、しばしばビデオゲームに例えられる。『JoySauce』のライアン・チェン（Ryan Quan）は彼の歌詞を「子供っぽくバカげている」と論じるが、「楽しんで楽曲制作したことが分かる曲を聴くのは楽しいことである」と、こうした歌詞を肯定的に評価している。
SEBiiの音楽性はハイパーポップ（あるいはデジコア、グリッチコア）と関連付けられるが、SEBiiは自らの音楽ジャンルは「コンテンポラリー・エレクトロニック・ヒップホップ」であると語り、彼自身は「個人的には、自分の音楽をハイパーポップと紐づけたことはない」と述べる。